# 密かな企み
『密かな企み』（原題:Secret Obsession）は2019年に配信されたアメリカ合衆国のスリラー映画である。監督はピーター・サリヴァン、主演はブレンダ・ソングが務めた。本作はNetflixの2019年人気動画ランキングで映画部門10位となった。

## ストーリー
雨が降る夜、ある女性が不審者から逃げている最中に車にはねられ、意識不明の状態で病院に搬送された。しばらくして、女性は意識を取り戻したが、事件以前の記憶を思い出せない状態にあった。ベッドの側にいた男性はラッセルと名乗り、「君は僕の妻、ジェニファーなんだ」と言ってきた。ラッセルは家族写真を見せることでジェニファーの記憶を取り戻させようとしたが、その試みは上手く行かなかった。ラッセルによると、2年前に両親を火災で亡くしてからというもの、ジェニファーは引きこもりがちになっていたのだという。
フランク・ペイジ刑事はジェニファーが巻き込まれた事件を捜査していた。フランクは娘を誘拐した犯人を捕まえ損なって以来、仕事に没頭しており、ジェニファーの事件にも並々ならぬ熱意で捜査に当たっていた。その結果、ラッセルが事件現場の近くでトラックを運転していたとの目撃証言を得ることができた。しかも、そのトラックはジェニファーを轢いたトラックとよく似ていたのだという。ほどなくして、ジェニファーは退院することになり、ラッセルが彼女を自宅に連れて行った。退院後もジェニファーの記憶が戻る気配はなかった。事件の記憶がフラッシュバックするばかりであった。そんなある日、ジェニファーはラッセルが自分を常時監視していることに気が付いた。不審に思って色々調べたところ、ジェニファーは家族写真が偽造されたものであることを突き止めた。時を同じくして、フランクはジェニファーの実家を訪れたが、そこで両親と思しき腐乱死体を見つけた。その後、ペイジがジェニファーのかつての雇い主に聞き取りを行ったところ、ラッセルの写真を見た雇い主から「その男はライアン・ギャリティですよ。気性が激しいものですから、2ヶ月ほど前に解雇しましたが」と告げられた。
その頃、ジェニファーもラッセルの正体がライアンであることを掴み、家から脱走しようとした。しかし、それに気が付いたライアンによって気絶させられ、ベッドに縛り付けられてしまった。

## キャスト
- ブレンダ・ソング - ジェニファー・アレン・ウィリアムズ（吹替：白石涼子）
- マイク・ヴォーゲル - ラッセル・ウィリアムズ/ライアン・ギャリティ（吹替：阪口周平）
- デニス・ヘイスバート - フランク・ペイジ刑事（吹替：福田信昭）
- アシュレイ・スコット - 看護師長（吹替：園崎未恵）
- ポール・スローン - ジム・カーン
- ダニエル・ブッコ - 本物のラッセル・ウィリアムズ
- スコット・ピート - レイ
- ブレア・ヒッキー - スコット
- マイケル・パトリック・マッギル - フィッツパトリック
- ケイシー・リーチ - チャーリー
- ジム・ハンナ - イースト医師
- シャラ・カーター - 看護師
- エリック・エステバリ - ザンダー

## 製作・マーケティング
2018年の秋、本作の主要撮影が行われた。12月11日、本作のタイトルと主要キャストが発表された。2019年6月14日、ジム・ドゥーリーが本作で使用される楽曲を手掛けることになったと報じられた。7月8日、本作のオフィシャル・トレイラーが公開された。

## 評価
本作に対する批評家の評価は芳しいものではない。映画批評集積サイトのRotten Tomatoesには16件のレビューがあり、批評家支持率は31%、平均点は10点満点で2.68点となっている。サイト側による批評家の見解の要約は「『密かな企み』は幾許かのスリルと意図せざる笑いを観客に提供してくれるだろう。しかし、同作のストーリーは型にはまっており、つまらないスリラー映画に仕上がっている。」となっている。